# Lilian Bridgam
Lilian Bridgam (Kansas, 1866-1948) fue una arquitecta y científica estadounidense. Su carrera como arquitecta y proyectista se desarrolla en el tiempo de mayor impulso del movimiento Arts and Crafts. Si bien su trabajo no fue de los más reconocidos por sus contemporáneos, un grupo de casas construidas por ella, constituye hoy parte del monumento histórico patrimonial de la ciudad de Berkeley.

## Trayectoria
El camino de Bridgman hacia la arquitectura no fue directo ni precoz. Nace en el este de Kansas, obtiene su grado en ciencias en el Kansas State Agricultural College en 1888. Se traslada a Berkeley en 1891, donde estudia en la University of California con el Profesor Joseph LeConte. Con su tesis, The Origin of Sex in Fresh-Water Algae, obtiene el grado de master en ciencias en 1893. Sus trabajos revelan a su vez, un interés temprano por el dibujo, la literatura y la música. Entre 1893 y 1912 Bridgman enseña física y química en diferentes colegios y escuelas superiores de California, incluyendo la California School of Mechanical Arts de San Francisco. Durante estos años Lilian Bridgman también escribe historias breves y poesía que publica en revistas como Overland Monthly, Harper’s y Century Magazine. En 1899, gracias a una destreza innata que siempre demostró por el dibujo, alentada y asesorada por su amigo personal el arquitecto Bernard Maybeck, ella diseña y construye su propia casa, próxima al Blackberry Canyon en Berkeley.
Luego de su primera experiencia marcada por conocimientos intuitivos e inquietudes personales, en 1912 vuelve a la Universidad de California, esta vez a estudiar arquitectura y obtiene en 1915, a la edad de cuarenta y nueve años, su licencia profesional por el Estado de California. A pesar de no ser reconocida como otras arquitectas tales como Julia Morgan, Bridgman trabaja de manera constante diseñando al menos quince viviendas durante su carrera. Luego de la Primera Guerra Mundial recibe su primer encargo importante, la Bioletti House, una villa italianizante orientada hacia la bahía de San Francisco, que incluye en su proyecto el diseño del mobiliario interior. Un gran incendio destruye el norte de Berkeley en 1923. Junto a otros arquitectos locales, juega un papel decisivo en la reconstrucción del área. Bridgman utiliza el hotel Whitecotton para entrevistarse con sus clientes. Uno de sus encargos posteriores al desastre es la reconstrucción de la Davidson House en su emplazamiento original. Allí utiliza el respaldo de una silla, comprado en el puerto de San Francisco directo desde China, como una pantalla decorativa puesta en la puerta principal.
La obra de Bridgman muestra una marcada influencia de su maestro, Bernard Maybeck, además de otros activos arquitectos del área de la bahía que adhieren a escritos de los filósofos ingleses John Ruskin y William Morris. Estos autores plantean funciones simples y vitales para el diseño de la vivienda que representan un retorno a la vida previa a la revolución industrial. Son ideas que constituyen las bases fundacionales del estilo conocido como Arts and Crafts, al que adhieren artistas, arquitectos y diseñadores del entorno en donde ella trabaja, marcado por el uso de materiales naturales, inserción de las casas en el paisaje, y armonía con el entorno.
En 1939, a los setenta y tres años diseña su última obra, un pequeño dúplex en el límite norte del campus de la Universidad de California. Lilian Bridgman muere en Berkeley en 1948, a la edad de ochenta y dos años.

## Obras arquitectónicas relevantes
- Casa Lilian Bridgman, 1715 La Loma Avenue, Berkeley, California (con Bernard Maybeck, 1899-1900 )
- Estudio Lilian Bridgeman, A La Loma Ave., Berkeley, CA (1908)
- Casa Bioletti, 2440 Martínez Ave., Berkeley, CA (1920)
- Casa Cannon, 2629 La Vareda Ave., en Hilgard, Berkeley (ca. 1920)

## Escritos relevantes
- "Lost Prairie." La revista de Harper, ca. 1910.
- "Espíritu y la carne." Century Magazine, ca. 1899.
- "Para un caminante." La revista de Harper de febrero de 1906.